# (32772) 1986 JL
1986 جاي أل (ويعرف أيضًا باسم (32772) 1986 جاي أل وفق تسمية الكوكب الصغير) (بالإنجليزية: 1986 JL)‏ هو كويكب ضمن حزام الكويكبات؛ وترتيبه 32772 من حيث الاكتشاف.
اكتُشف هذا الجُرم الفلكي بواسطة Christian Pollas ‏ في 11 مايو 1986.

## وصلات خارجية
- (32772) 1986 JL في قاعدة بيانات مختبر الدفع النفاث لأجرام النظام الشمسي الصغيرة

- الاكتشاف · مخطط المدار ·  العناصر المدارية · المعلمات المادية

- (32772) 1986 JL على موقع ويكي سكاي: DSS2, SDSS, GALEX, IRAS, Hydrogen α, X-Ray, Astrophoto, Sky Map, Articles and images